# Isotima isarogae
Isotima isarogae là một loài tò vò trong họ Ichneumonidae.